# Alicia Bellán
Alicia Bellán (Buenos Aires, 10 de octubre de 1931-Ib., 10 de julio de 2018) fue una actriz argentina de cine, teatro y televisión.

## Biografía
Egresó de la Escuela Nacional de Arte Dramático. Iniciada desde joven en la década de 1950, tuvo su primer papel importante en La casa del ángel (1957). Luego, apareció como la hija de Narciso Ibáñez Menta en Procesado 1040 (1958), su última película. Años después, formó parte del elenco de la telenovela El amor tiene cara de mujer, de notable éxito. A su vez, formó parte de la compañía teatral de Luisa Vehil y luego pasó al Teatro General San Martín donde trabajó con asiduidad alrededor de la década de 1970, donde apareció en revistas de actualidad.
Compartió el escenario con Jorge Luz, Aída Luz, Juana Hidalgo, Walter Santa Ana, Elena Tasisto, Nathán Pinzón, María Rosa Gallo, María Luisa Robledo, Roberto Carnaghi, Osvaldo Terranova, Perla Santalla, Luis Brandoni. Integró el elenco estable del Teatro General San Martín durante varias décadas. También pisó los escenarios del Teatro Nacional Cervantes, Andamio 90, Actor's Studio, Teatro del Pueblo, Teatro Ópera, Teatro Coliseo y Teatro Caminito.
Participó de los ciclos TeatroXlaIdentidad y Fundación SAGAI. Fue dirigida por Alejandra Boero, Francisco Javier, Esteban Serrador, Cecilio Madanes, Santiago Doria, Roberto Durán, Omar Grasso y Marcelo Lavalle. 
Falleció a la edad de 86 años tras una larga enfermedad el martes 10 de julio de 2018. Sus restos descansan en el Panteón de la Asociación Argentina de Actores del Cementerio de la Chacarita.

## Filmografía
- 1954: Los ojos llenos de amor
- 1955: Mi marido y mi novio
- 1956: El protegido
- 1957: La casa del ángel
- 1958: Procesado 1040

## Teatro
- Jettatore
- Locos de verano
- La ópera de dos centavos
- María Estuardo
- La casa de Bernarda Alba
- La indigna Sra B.
- La gripe
- El rapto de Medora
- Ollantay
- Los acosados
- El Hombre Araña
- Judío
- El gato y la selva